# Caralluma solenophora
Caralluma solenophora là một loài thực vật có hoa trong họ La bố ma. Loài này được Lavranos mô tả khoa học đầu tiên năm 1963.